# آن جيبسون
آن جيبسون (بالإنجليزية: Anne Gibson)‏ هي لاعبة كرة الريشة بريطانية، ولدت في 26 أكتوبر 1968 في دامفريس ‏ في المملكة المتحدة.

## وصلات خارجية
- آن جيبسون على موقع BWF.tournamentsoftware.com (الإنجليزية)
- آن جيبسون على موقع BWFbadminton.com (الإنجليزية)
- آن جيبسون على موقع اللجنة الأولمبية الدولية (الإنجليزية)
- آن جيبسون على موقع أوليمبيديا (الإنجليزية)
- آن جيبسون على موقع اللجنة الأولمبية البريطانية (الإنجليزية)
- آن جيبسون على موقع اتحاد ألعاب الكومنولث (مؤرشف) (الإنجليزية)